# Chiesa di Santa Maria Assunta (Bibbiano)
La chiesa di Santa Maria Assunta è la parrocchiale di Bibbiano, in provincia di Reggio Emilia e diocesi di Reggio Emilia-Guastalla; fa parte del vicariato della Val d'Enza.

## Storia
La prima citazione della pieve di Bibbiano va ricercata in un diploma dell'imperatore Ottone II datato 980; questo edificio era costituita da un'unica navata, dotata di copertura lignea.
La pieve aveva come filiali le chiese di San Giovanni di Sassoforte, San Michele Arcangelo di Castione, San Giorgio di Roncolo, Sant'Antonino di Quattro Castella, San Nicolò di Montezane, Sant'Eufemia di Piazzola, San Vigilio e Santi Filippo e Giacomo di Reggio.
La chiesa fu poi riedificata nel XVI secolo.
Nel XVIII secolo la chiesa fu oggetto di un rifacimento, che comportò la costruzione dell'abside, del presbiterio, del transetto e della cupola e la trasformazione degli interni in stile neoclassico-ionico; la consacrazione venne impartita nel 1736 dal vescovo di Reggio Emilia Lodovico Forni.
La struttura fu poi restaurata tra la fine del XIX secolo e la seconda metà del XX secolo.
Nel 1983 una scossa di terremoto danneggiò la chiesa, che dovette essere restaurata nel 1987; nel 2011 un nuovo sisma interessò l'edificio, il quale venne poi consolidato nel 2011.
Nel 2016 parti un nuovo lavoro di ristrutturazione, portato a termine nel 2019.

## Descrizione

### Esterno
La facciata della chiesa, coronata dal timpano di forma triangolare, è caratterizzata dal portale d'ingresso, sopra il quale ci sono una raffigurazione di Cristo Benedicente e una serliana. Accanto alla facciata è situato il campanile, sulla cui cella s'aprono quattro bifore; inoltre, è coperto da una cuspide, realizzata nel 1923 su disegno di Angelo Ruozi in sostituzione della precedente copertura a cipolla risalente al 1873.

### Interno
L'interno, che è in stile neoclassico, è ad una sola navata suddivisa in cinque campate e suola quale si affacciano dieci cappelle laterali; le pareti son scandite da delle paraste sorreggenti la trabeazione caratterizzata dal fregio liscio.